# Uzbekistan na Letnich Igrzyskach Olimpijskich 2004
Uzbekistan na Letnich Igrzyskach Olimpijskich 2004 reprezentowało 69 zawodników, 51 mężczyzn i 18 kobiet.

## Zdobyte medale
| Medal  | Zawodnik               | Dyscyplina | Konkurencja                               | Rezultat    |
| ------ | ---------------------- | ---------- | ----------------------------------------- | ----------- |
| Złoto  | Artur Taymazov         | Zapasy     | Waga do 120 kg w stylu wolnym mężczyzn    | [ 1 ] [ 2 ] |
| Złoto  | Alexandr Dokturishvili | Zapasy     | Waga do 74 kg w stylu klasycznym mężczyzn | [ 1 ] [ 3 ] |
| Srebro | Magomed Ibragimov      | Zapasy     | Waga do 96 kg w stylu wolnym mężczyzn     | [ 1 ] [ 4 ] |
| Brąz   | Utkirbek Haydarov      | Boks       | Waga półciężka (do 81 kg) mężczyzn        | [ 1 ] [ 5 ] |
| Brąz   | Bahodirjon Sultonov    | Boks       | Waga kogucia (do 54 kg) mężczyzn          | [ 1 ] [ 6 ] |